# Nico Thiry
Nico Thiry (1987) is een Belgisch voormalig boogschutter.

## Levensloop
Op het WK indoor van 2014 bereikte hij met het Belgisch team (voorts samengesteld uit Kurt De Backer en Bart Geeraerts) de 1/8e finales en op het EK van 2016 te Nottingham behaalde hij met het Belgisch team (voorts bestaande uit Ben Adriaensen en Robin Ramaekers) brons.